# Sportpark Eikenhage
Sportpark Eikenhage is een sportpark in Kruisstraat.
Op de voetbalvelden van het sportpark wordt er gevoetbald door de amateurvoetbalvereniging RKKSV. Jaarlijks wordt er de Dorpszeskamp georganiseerd.
Bastion Baselaar ·
De Groote Wielen ·
De Hoef ·
Eikenhage ·
Maliskamp ·
Coudewater